# Martin Schwarzschild
Pour les articles homonymes, voir Schwarzschild.
Martin Schwarzschild (31 mai 1912 – 10 avril 1997) est un astronome germano-américain. Il est le fils de l'astrophysicien Karl Schwarzschild et de Else Posenbach, le frère de la philologue Agathe Thornton, et le neveu du météorologue et astrophysicien Robert Emden.

## Biographie
Ses travaux aboutissent à une meilleure compréhension dans les domaines de la structure stellaire et de l'évolution des étoiles. Il est notamment pionnier dans l'utilisation des ordinateurs pour résoudre numériquement les équations différentielles décrivant l'intérieur des étoiles. Il dirige également les projets Stratoscope (en), qui utilisent des instruments montés sur des ballons stratosphériques pour d'une part observer l'activité de la photosphère solaire, en prenant des photos à haute résolution des taches et de la granulation, et d'autre part étudier certains astres comme les planètes, les étoiles géantes rouges et les noyaux de galaxie au moyen de la spectroscopie infrarouge.
Il est aussi professeur à l'Université de Princeton.
L'astéroïde (4463) Marschwarzschild porte son nom.

## Distinctions et récompenses
- Maîtrise de conférences Henry Norris Russell (1960)
- Médaille Henry-Draper (1960)
- Médaille Eddington (1963)
- Médaille Bruce (1965)
- Médaille d'or de la Royal Astronomical Society (1969) il est devenu membre étranger de la Royal Society le 14 mars 1996
- Prix Balzan (1994, avec Fred Hoyle)
- National Medal of Science (1997)
- Guggenheim Fellowship